# (31192) Aigoual
(31192) Aigoual (1997 YH16) – planetoida z pasa głównego asteroid okrążająca Słońce w ciągu 4,57 lat w średniej odległości 2,75 j.a. Odkryta 29 grudnia 1997 roku.